# Loefgrenianthus blanche-amesiae
Loefgrenianthus es un género monotípico de orquídeas. Su única especie: Loefgrenianthus blanche-amesiae (Loefgr.) Hoehne  (1927), es originaria  de Brasil de Río de Janeiro a Paraná donde se encuentra en climas frescos a cálidos en alturas de 1700 metros.

## Descripción
Se encuentra en Brasil como una especie muy rara, de tamaño diminuto. La planta es  colgante y  rara vez ramificada, formando una cadena alargada y curvada como un conjunto pequeño y flexible, los tallos con una sola hoja apical, elíptica-lanceolada  florecen en invierno, en la naturaleza,, en una inflorescencia terminal corta.

## Taxonomía
Loefgrenianthus blanche-amesiae fue descrita por (Loefgr.) Hoehne y publicado en Boletim Instituto Brasileiro de Sciencias 2: 353. 1927.
Sinonimia
- Leptotes blanche-amesii Loefgr. (1918)[4]